# Nueva Helvecia
Nueva Helvecia je grad na jugu Urugvaja u departman Colonia.

## Povijest
Prvi val švicarskih useljenika na ova područja stiže krajem 1861. godine. Općenito se smatra 24. travnja 1862. danom osnutka grada. Grad je izvorno nazvan Nueva Suiza te je nakon nekoliko desetljeća naziv promijenjen u Nueva Helvecia. Prvi švicarski doseljenik bio je David Salomon Bratschi iz Berna koji je stigao 1858. godine.
Narod na području grada se počeo baviti poljoprivrednim radom, voćarstvom te proizvodnjom mliječnih proizvoda.

## Stanovništvo
Prema popisu stanovništva iz 2011. godine, grad Nueva Helvecia je imao 10.630 stanovnika.
| Godina | Stanovništvo |
| ------ | ------------ |
| 1963.  | 7.686        |
| 1975.  | 8.587        |
| 1985.  | 8.768        |
| 1996.  | 9.650        |
| 2004.  | 10.002       |
| 2011.  | 10.630       |

## Vanjske poveznice
|  | Zajednički poslužitelj ima još gradiva o temi Nueva Helvecia |

- (šp.) Nueva Helvecia na stranici Swiss Info  Arhivirana inačica izvorne stranice od 30. rujna 2007. (Wayback Machine)